# Джеррі Турек
Джеррі Турек (англ. Jerry Turek; нар. 2 квітня 1975) — колишній канадський тенісист.
Найвищу одиночну позицію світового рейтингу — 1089 місце досяг 14 серпня 1995, парну — 183 місце — 11 червня 2001 року.
Здобув 2 парні титули.

## Фінали ATP Челленджер і ITF Ф'ючерс

### Парний розряд: 11 (7–4)
| Легенда              |
| -------------------- |
| ATP Челленджер (2–1) |
| ITF Ф'ючерс (5–3)    |

| Фінали за покриттям |
| ------------------- |
| Тверде (6–3)        |
| Ґрунт (1–1)         |
| Трава (0–0)         |
| Килим (0–0)         |

| Результат | В-П | Дата     | Турнір                        | Рівень     | Покриття | Партнер          | Суперники                          | Рахунок                 |
| --------- | --- | -------- | ----------------------------- | ---------- | -------- | ---------------- | ---------------------------------- | ----------------------- |
| Поразка   | 0–1 | Тра 1999 | США F3, Таллахассі            | Ф'ючерс    | Ґрунт    | Саймон Ларос     | Роб Ґівон Гленн Вейнер             | 6–4, 3–6, 2–6           |
| Перемога  | 1–1 | Лип 1999 | Канада F3, Монреаль           | Ф'ючерс    | Тверде   | Джефф Ласкі      | Вінн Крісвелл Луїс Восло           | 6–4, 4–6, 6–4           |
| Перемога  | 2–1 | Вер 1999 | США F16, Вако                 | Ф'ючерс    | Тверде   | Фредерік Ніємеєр | Джейсон Кук Меттью Брін            | 6–3, 6–4                |
| Перемога  | 3–1 | Кві 2000 | США F9, Маунт-Плезант         | Ф'ючерс    | Тверде   | Ґевін Сонтаґ     | Грант Дойл Джеймс Грінхелг         | 7–6(7–3), 7–5           |
| Поразка   | 3–2 | Лип 2000 | Гранбі, Канада                | Челленджер | Тверде   | Фредерік Ніємеєр | Лі Хьон Тхек Юн Йон Іль            | 6–7(3–7), 3–6           |
| Поразка   | 3–3 | Вер 2000 | Франція F17, Баньєр-де-Бігорр | Ф'ючерс    | Тверде   | Дейв Ейблсон     | Рік Де Вуст Фредерік Ніємеєр       | 3–6, 4–6                |
| Перемога  | 4–3 | Гру 2000 | США F30, Скоттдейл            | Ф'ючерс    | Тверде   | Ґевін Сонтаґ     | Зак Флейшман Джефф Вільямс         | 6–4, 6–0                |
| Перемога  | 5–3 | Лют 2001 | Даллас, США                   | Челленджер | Тверде   | Ґевін Сонтаґ     | Душан Вемич Ловро Зовко            | 3–6, 7–5, 7–5           |
| Перемога  | 6–3 | Кві 2001 | США F9, Стоун-Маунтін         | Ф'ючерс    | Тверде   | Ґевін Сонтаґ     | Брендон Гоук Роберт Кендрік        | 1–6, 6–4, 6–3           |
| Поразка   | 6–4 | Кві 2001 | США F10, Елкін                | Ф'ючерс    | Тверде   | Ґевін Сонтаґ     | Меттью Брін Гарет Вільямс          | 3–6, 4–6                |
| Перемога  | 7–4 | Тра 2001 | Антверпен, Бельгія            | Челленджер | Ґрунт    | Хуан Хінер       | Денніс ван Схеппінген Едвін Кемпес | 6–7(4–7), 7–6(7–2), 6–3 |